# Nordostrumänien

Nordostrumänien

Nordostrumänien (rumänisch Nord-Est) ist eine der acht Planungsregionen in Rumänien auf der Ebene NUTS 2. Wie andere Entwicklungsregionen hat sie keine Verwaltungsbefugnisse. Ihre Hauptaufgabe ist die Koordinierung regionaler Entwicklungsprojekte und die Verwaltung von EU-Mitteln.

## Geografie
Die Region umfasst den nordöstlichen Teil des Landes und ist traditionell ein Teil der alten historischen Region Moldau (hauptsächlich Nordmoldau und Südbukowina). Die Region besteht aus folgenden sieben Kreisen:
- Kreis Bacău
- Kreis Botoșani
- Kreis Iași
- Kreis Neamț
- Kreis Suceava
- Kreis Vaslui

## Demografie
Die Einwohnerzahl lag im Jahr 2021 bei 3.157.192 Personen auf ca. 37.000 km². 97,5 % der Bevölkerung sind Rumänen, 1,8 % sind Roma und 0,6 % gehören anderen Ethnien an.

### Bevölkerungsentwicklung
| Jahr             | Einwohnerzahl |
| ---------------- | ------------- |
| 1977 (Zensus)    | 3.451.497     |
| 1992 (Zensus)    | 3.751.783     |
| 2002 (Zensus)    | 3.674.367     |
| 2011 (Zensus)    | 3.302.217     |
| 2021 (Schätzung) | 3.157.192     |

## Wirtschaft
Im Jahr 2019 lag das regionale Bruttoinlandsprodukt je Einwohner, ausgedrückt in Kaufkraftstandards, bei 50 % des Durchschnitts der EU-27.